# El rey ha muerto, viva el rey

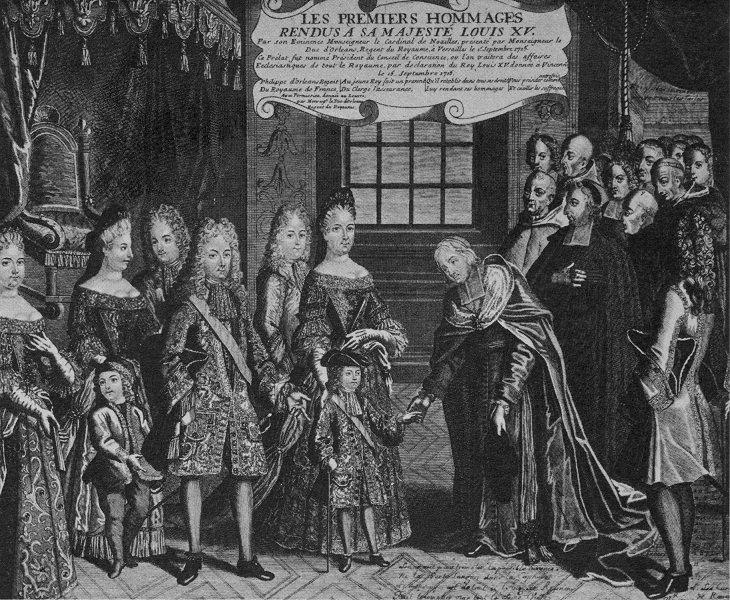
"El rey ha muerto, viva el rey" utilizado tras la muerte de Luis XIV.

El rey ha muerto, viva el rey, o el rey ha muerto, larga vida al rey, es un lema o grito que se emplea como expresión ritual en la sucesión de las monarquías, especialmente en el reino de Francia (Le roi est mort, vive le roi, usada desde 1422 -sucesión de Carlos VI de Francia por Carlos VII de Francia- y que debía pronunciar el duque de Uzès) y en la Corona británica (The King is dead, long live the King, usada en lengua francesa desde 1272 -sucesión de Enrique III de Inglaterra por Eduardo I de Inglaterra- y que no forma parte de la Proclamation of the accession que debe hacerse por el Accession Council, sino que se pronuncia tradicionalmente ante el público que se reúne en cada ciudad y pueblo ante la noticia de la muerte de un rey); aunque también en otras, como la de Dinamarca (donde es el primer ministro el que la pronuncia desde el balcón del Palacio de Christiansborg, sede del Folketing -Parlamento-).
Con tal lema se pretendía evitar la peligrosa situación política que se plantea en un interregno, además de servir como última ocasión de vitorear al rey fallecido y primera ocasión de hacerlo con el nuevo rey, con lo que ello conlleva de significado político: la expresión de la fidelidad de los súbditos al rey y (especialmente en el contexto de la sociedad feudal) la renovación automática de los lazos del vasallaje.
El significado más trascendente de tal expresión es la continuidad de la institución monárquica más allá de las personas que la encarnan, teorizada de forma más profunda en conceptos como el denominado doble cuerpo del rey.
Como expresión coloquial, aplicable a cualquier otro contexto, se usa el refrán castellano: "A rey muerto, rey puesto", similar a otros como "El muerto al hoyo y el vivo al bollo" y en América se utilizaba el "Virrey que te vienes, virrey que te vas".
Se han dado numerosos usos literarios de la expresión, como ¡El Rey ha muerto!, ¡viva el rey!: juguete cómico en un acto y en verso, de Eduardo Zamora y Caballero (1863).